# Licania tomentosa
El oití u oiti, Licania tomentosa, es una especie de árbol de la familia Chrysobalanaceae. Es originaria del este y sur de Brasil. Es el árbol oficial de la ciudad de Cúcuta, en Colombia.

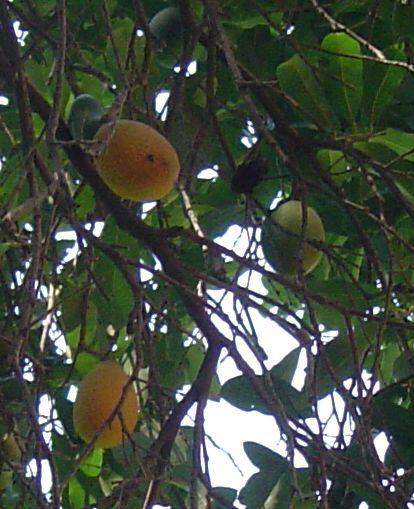
Frutos

## Descripción
Según las creencias populares sería la fruta del oitizeiro (Licania tomentosa), un árbol  que puede alcanzar hasta los diez metros de altura.
Es un espécimen típico de la vegetación brasileña, también llamado "oiticica", este árbol es muy popular en el noreste brasileño, en especial en las áreas ocupadas para Mata atlántica.
Tuvo que su carácter regional en un principio, el oitizeiro es un árbol símbolo de la región nordeste, con gran valor simbólico principalmente en el estado de Pernambuco, según estudiosos, principalmente tomó fuerza por su carácter regionalista.
Aunque Brasil es su país de origen, también es muy popular en la ciudad colombiana de Cúcuta en el departamento de Norte de Santander pues al ser de gran tamaño sus ramas crecen bastante hacia los lados y así sofocan un poco el calor de esta urbe que normalmente es de 28 °C a 32 °C en días normales y de 32 °C hasta 36 o 37 °C en días extremadamente cálidos.

## Taxonomía
El género fue descrito por (Benth.) Fritsch. y publicado en Annalen des K. K. Naturhistorischen Hofmuseums 4: 52. 1889.
Sinonimia
- Moquilea tomentosa Benth., J. Bot. (Hooker) 2: 215 (1840). basónimo
- Pleragina odorata Arruda, Trav. Brazil: 499 (1816), nom. subnud.
- Moquilea tomentosa var. angustifolia Hook.f. in C.F.P.von Martius & auct. suc. (eds.), Fl. Bras. 14(2): 21 (1867).
- Moquilea tomentosa var. latifolia Hook.f. in C.F.P.von Martius & auct. suc. (eds.), Fl. Bras. 14(2): 21 (1867).[1]